# Dietrich Morgenstern

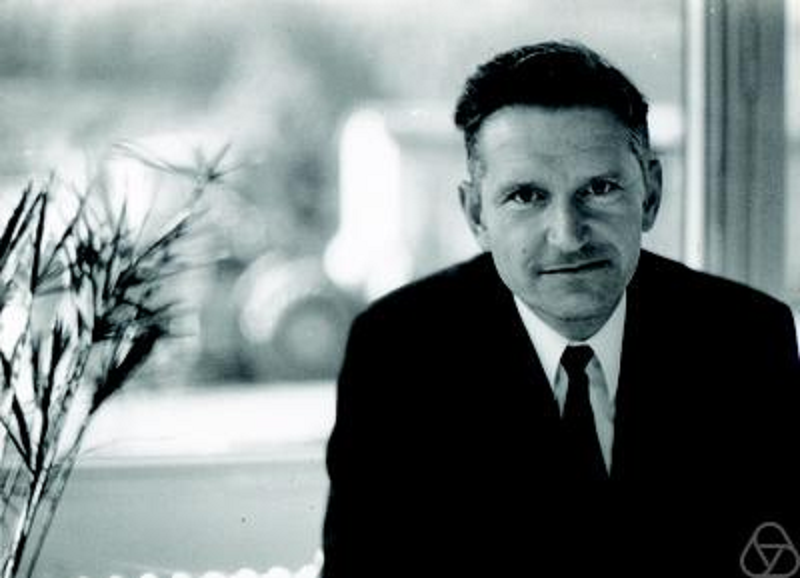
Dietrich Morgenstern (1972)

Dietrich Joachim Kurth Morgenstern (* 26. September 1924 in Ratzeburg; † 24. Juni 2007 in Darmstadt) war ein deutscher Mathematiker, der sich insbesondere mit Stochastik beschäftigte.

## Leben und Wirken
Am 1. April 1942, einen Tag nach seinem Abitur in Berlin-Zehlendorf, wurde Morgenstern zur Wehrmacht eingezogen. Nach zweimaliger Verwundung geriet er in amerikanische Gefangenschaft. Aus dieser kehrte er am 1. Juli 1946 nach Berlin zurück, wo er im Herbst mit seinem Studium an der Technischen Universität in Berlin-Charlottenburg beginnen konnte, das er 1950 mit Diplomen als Ingenieur und als Mathematiker abschloss. Bei Werner Schmeidler wurde er 1952 mit der Dissertation „Beiträge zur nichtlinearen Funktionalanalysis“ promoviert. 1954/55 war er als Forschungsstipendiat am Graduate Institute for Mathematics and Mechanics der Indiana University in Bloomington, Indiana (USA); dort wurde er bei Eberhard Hopf mit einer Arbeit „Analytical Studies related to the Maxwell-Boltzmann-Equation“ zum Ph.D. promoviert. Noch im selben Jahr habilitierte er sich an der Technischen Universität Berlin mit der Schrift „Singuläre Störungstheorie partieller Differentialgleichungen“. Ab 1956 war er Assistent an der Freien Universität Berlin; 1957 erhielt er eine Dozentenstelle/Wissenschaftliche Ratsstelle für „Mathematische Methoden der Mechanik“ an der Freien Universität Berlin.
Zum Wintersemester 1959/60 nahm Morgenstern einen Ruf auf eine mit der Leitung des neu gegründeten Instituts für Mathematische Statistik verbundene außerordentliche Professur an der Westfälischen Wilhelms-Universität Münster an. 1962 folgte er einem Ruf auf eine neu gegründete ordentliche Professur für Mathematische Statistik an der Albert-Ludwigs-Universität Freiburg; dort baute er das Institut für Mathematische Stochastik auf. Zum Sommersemester 1971 nahm er einen Ruf auf einen – wiederum neu geschaffenen – Lehrstuhl für Mathematische Stochastik an der Technischen Universität Hannover an. Dort wirkte er bis zu seiner Emeritierung im Jahr 1986. Über viele Jahre war Morgenstern Mitglied des Beirats des Mathematischen Forschungsinstituts Oberwolfach.
Schwerpunkte der wissenschaftlichen Arbeit von Morgenstern waren zunächst die Funktionalanalysis und die Theoretische Mechanik. Seine Ergebnisse zu Näherungsmethoden der klassischen Mechanik fanden auch Eingang in das gemeinsam mit István Szabó verfasste Lehrbuch zur theoretischen Mechanik. Ab 1956 wandte er sich der Mathematischen Stochastik zu; insbesondere in der Verteilungstheorie gelang ihm eine Fülle von interessanten Aussagen. Insbesondere bleibt sein Name mit den zweidimensionalen „Farlie-Gumbel-Morgenstern“-Wahrscheinlichkeitsverteilungen verbunden. Dabei war er ein Meister von eleganten Beweisen; sein Ziel waren eher interessante Einzelresultate als eine allgemeine Theorie.
Zu seinen Schülern zählen Hans-Herrmann Bock, Norbert Henze und Viktor G. Kurotschka.

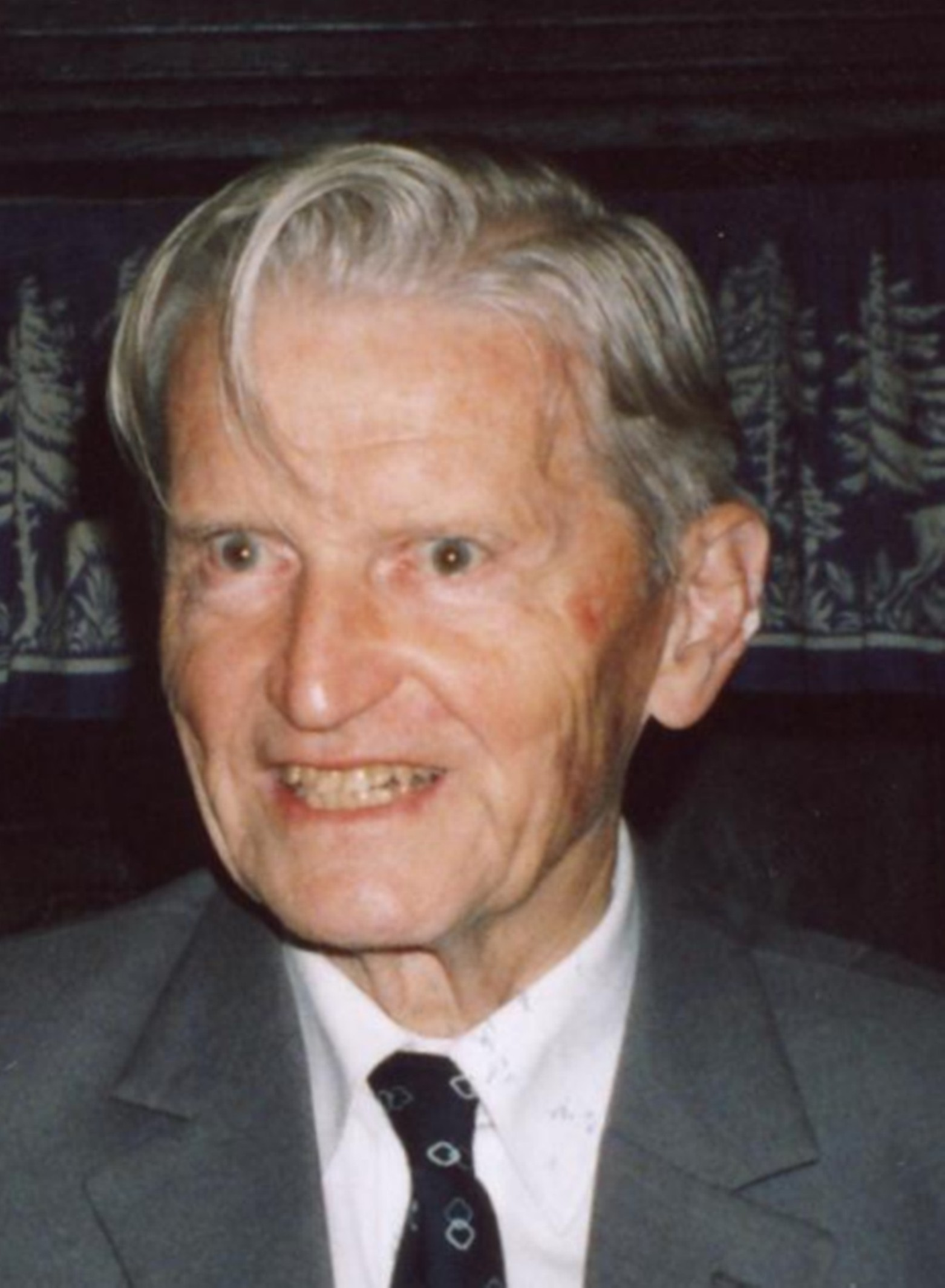
Dietrich Morgenstern 2004

## Schriften
- mit István Szabó: Vorlesungen über theoretische Mechanik, Grundl. Math. Wiss., Band 112, Berlin: Springer, 1961
- Einführung in die Wahrscheinlichkeitsrechnung und mathematische Statistik, Grundl. Math. Wiss., Band 124, Berlin: Springer 1964, zweite verb. Aufl. 1968
- mit Volker Mammitzsch: Wahrscheinlichkeitsrechnung und mathematische Statistik, in Robert Sauer, Istvan Szabo Die Mathematischen Hilfsmittel des Ingenieurs, Springer Verlag, Band 4, 1970

Ein vollständiges Schriftenverzeichnis Morgensterns findet sich in dem von L. Baringhaus, R. Grübel und N. Henze verfassten Nachruf (Jahresbericht DMV 2008).